# Matthäuskirche (Berlin-Steglitz)

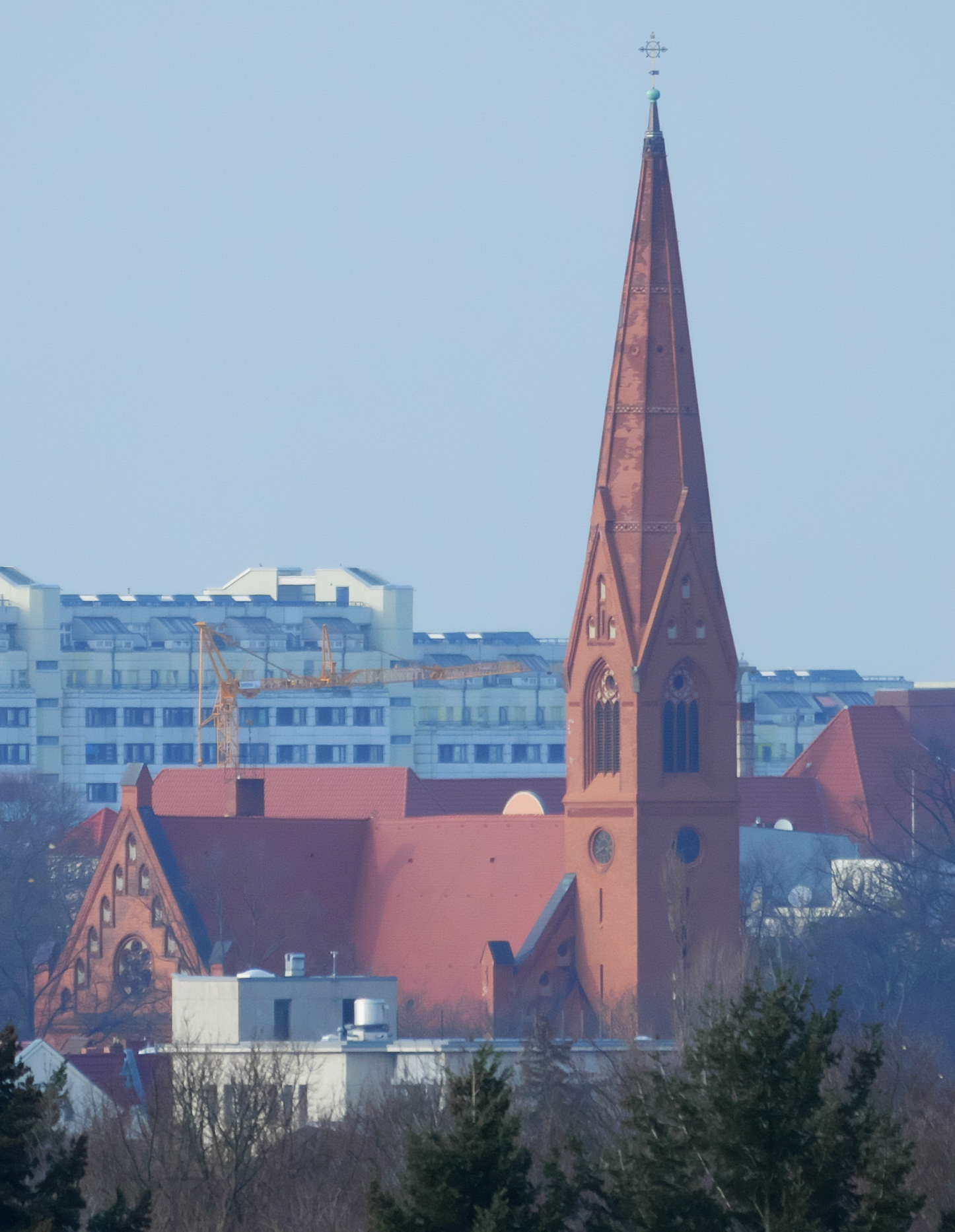
Matthäuskirche in Berlin-Steglitz von Süden gesehen

Die evangelische Matthäuskirche im Berliner Ortsteil Steglitz des Bezirks Steglitz-Zehlendorf wurde von 1876 bis 1880 als Ersatz für die zu kleine und baufällige Dorfkirche Steglitz errichtet. Der 1880 eingeweihte Backsteinbau mit seinem kreuzförmigen Grundriss zwischen der Schloßstraße 44 und der Rothenburgstraße entstand nach Plänen des Architekten Emil Gette. Das westlich zur Schloßstraße stehende Gemeindehaus wurde 1929–1930 von Otto Rudolf Salvisberg durch das ausführende Bauunternehmen Richter & Schädel errichtet. Kirche, Gemeindehaus, Pfarrhaus und Kirchhof stehen unter Denkmalschutz.

## Geschichte

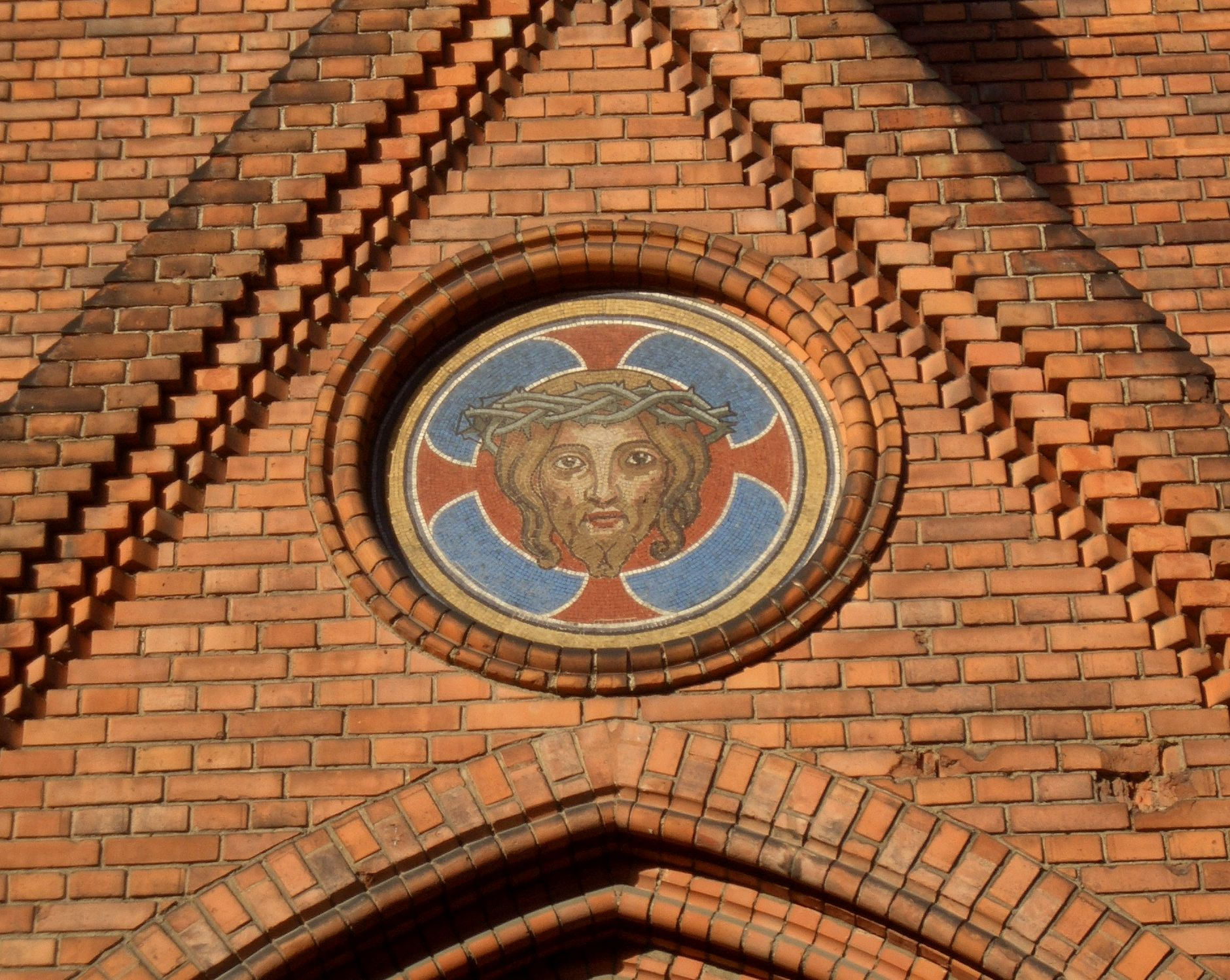
Mosaik über dem Portal

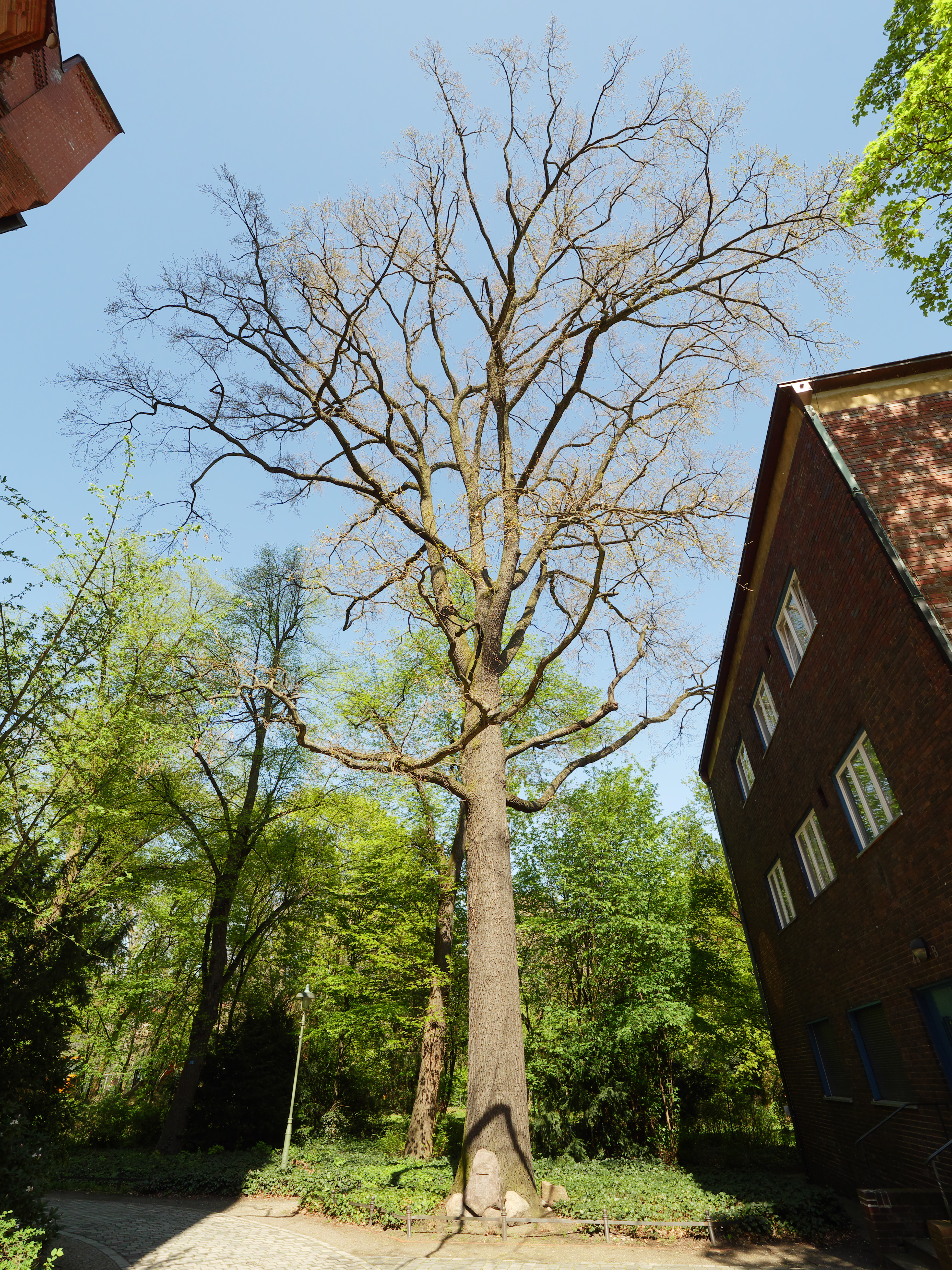
Die am 10. November 1883 gepflanzte Luther-Eiche zwischen Kirche und Pfarrhaus, April 2018

Die Matthäuskirche wurde an der Stelle errichtet, an der sich zuvor die aus dem 12. Jahrhundert stammende Dorfkirche – eine Filiale der Kirchengemeinde Giesensdorf – befand. Dem Neubau wich auch der Kirchhof der Gemeinde, für den 1875 der Friedhof Steglitz an der Bergstraße in Steglitz angelegt wurde. Der Bau einer neuen, größeren Kirche an diesem Ort war notwendig, da das damals zum Kreis Teltow gehörige Steglitz und damit auch die Anzahl der Gemeindeglieder starkes Wachstum aufwies. Am 1. Juli 1893 wurde die Kirchengemeinde Steglitz eine von Giesensdorf unabhängige Kirchengemeinde.
Neben dem Kirchenneubau wurden 1897/1898 das Pfarrhaus in der Rothenburgstraße und 1907 ein Gemeindehaus an der Steglitzer Mittelstraße errichtet. Der erste Pfarrer an der neuen Kirche war Arthur Wuthenow (1844–1921), nach dem eine kleine Straße in der Nähe der Kirche benannt ist.
Dem Wachstum geschuldet, wurden Anfang des 20. Jahrhunderts aus der Steglitzer Stammgemeinde Predigtstätten ausgegliedert, für die 1911/1912 in Südende und 1914–1919 am Friedrichsruher Platz eigene Kirchen gebaut wurden. 1950 wurde im Rahmen der Neuordnung des alten Kirchenkreises Kölln-Land I auch die Gesamtkirchengemeinde Steglitz aufgelöst; die Predigtstätten wurden als Markus- und Lukasgemeinde selbstständige Kirchengemeinden.
Das stetige Gemeindewachstum machte 1930 den Bau eines weiteren Gemeindehauses notwendig. Mangels Bauland wurde es in einer U-Form nach Plänen des Architekten Rudolf Salvisberg vor die Kirche gesetzt.
In der Zeit des Nationalsozialismus war die (Groß)-Steglitzer Kirchengemeinde mit rund 100.000 Gemeindegliedern die größte Gemeinde der Evangelischen Kirche der altpreußischen Union mit elf Pfarrstellen. Die Auseinandersetzungen des Kirchenkampfes zwischen den reichstreuen „Deutschen Christen“ und den Mitgliedern der oppositionellen Bekennenden Kirche wurden auch in der Matthäuskirche ausgetragen. Hier standen sich der Bekennende Pfarrer, Mitbegründer des Pfarrernotbundes und Mitarbeiter an der illegalen Kirchlichen Hochschule lic. Theodor Moldaenke und das NSDAP-Mitglied Pfarrer Werner Rogge gegenüber.
Während des Zweiten Weltkriegs wurde in einem Flügel des Gemeindehauses ein Reservelazarett der Wehrmacht eingerichtet. Am 1. März 1943 wurden bei einem alliierten Luftangriff fast alle Kirchenfenster durch Druckwellen zerstört. Die Kirche diente danach als Möbellager der zerstörten umliegenden Wohnungen. Ab 18. Juli 1943 fanden wieder Gottesdienste im Kirchraum statt. Einen weiteren Fliegerangriff mit Brandbomben 1944 überstanden Kirchturm und Dachboden ohne größeren Schaden.
Nach Ende des Zweiten Weltkriegs, am Pfingstsonntag 1945, stellte sich in der Matthäuskirche die erneuerte, aus der Bekennenden Kirche gewachsene Kirchenleitung „in einem unvergessenen Gottesdienst“ der Gemeinde vor. 1963 wurde eine weitere Gemeinde aus der Matthäusgemeinde ausgegliedert: Am 1. Oktober wurde die Patmos-Gemeinde in der Treitschkestraße eine selbstständige Kirchengemeinde. Die Gemeinde Matthäus zählte im Jahr 2002 rund 5360 Mitglieder, besaß zwei Pfarrstellen und betreibt einen Kinderhort sowie einen Kindergarten.

### Herausragende Pfarrer an der Matthäuskirche
Aus der Reihe der an der Matthäuskirche wirkenden Pfarrer ragen zwei Persönlichkeiten besonders hervor: Der am 3. Oktober 1947 mit 68 Lebensjahren verstorbene Bekenntnispfarrer lic. Theodor Moldaenke, der 1917 an die Gemeinde berufen wurde, sowie nach dem Zweiten Weltkrieg der aus Ostpreußen stammende Wolfgang G. Friedrich, der von 1950 bis 1973 in der Gemeinde zu Hause war und danach im Ruhestand die Ausflüglerkirche St. Peter und Paul in Nikolskoe betreute.

### Besondere Gottesdienste in der Matthäuskirche
Am 6. Februar 1967 fand der Trauergottesdienst für den verstorbenen Bischof der Evangelischen Kirche in Berlin-Brandenburg, Otto Dibelius, statt.
Mit einem Gottesdienst am 15. Januar 1977 wurde der Nachfolger von Bischof Dibelius, Bischof Kurt Scharf, aus seinem aktiven Dienst in den Ruhestand verabschiedet.
Im Jahr 2009 fand in der Kirche die Trauerfeier für den Bibelwissenschaftler Walter Schmithals statt.

## Bauwerk

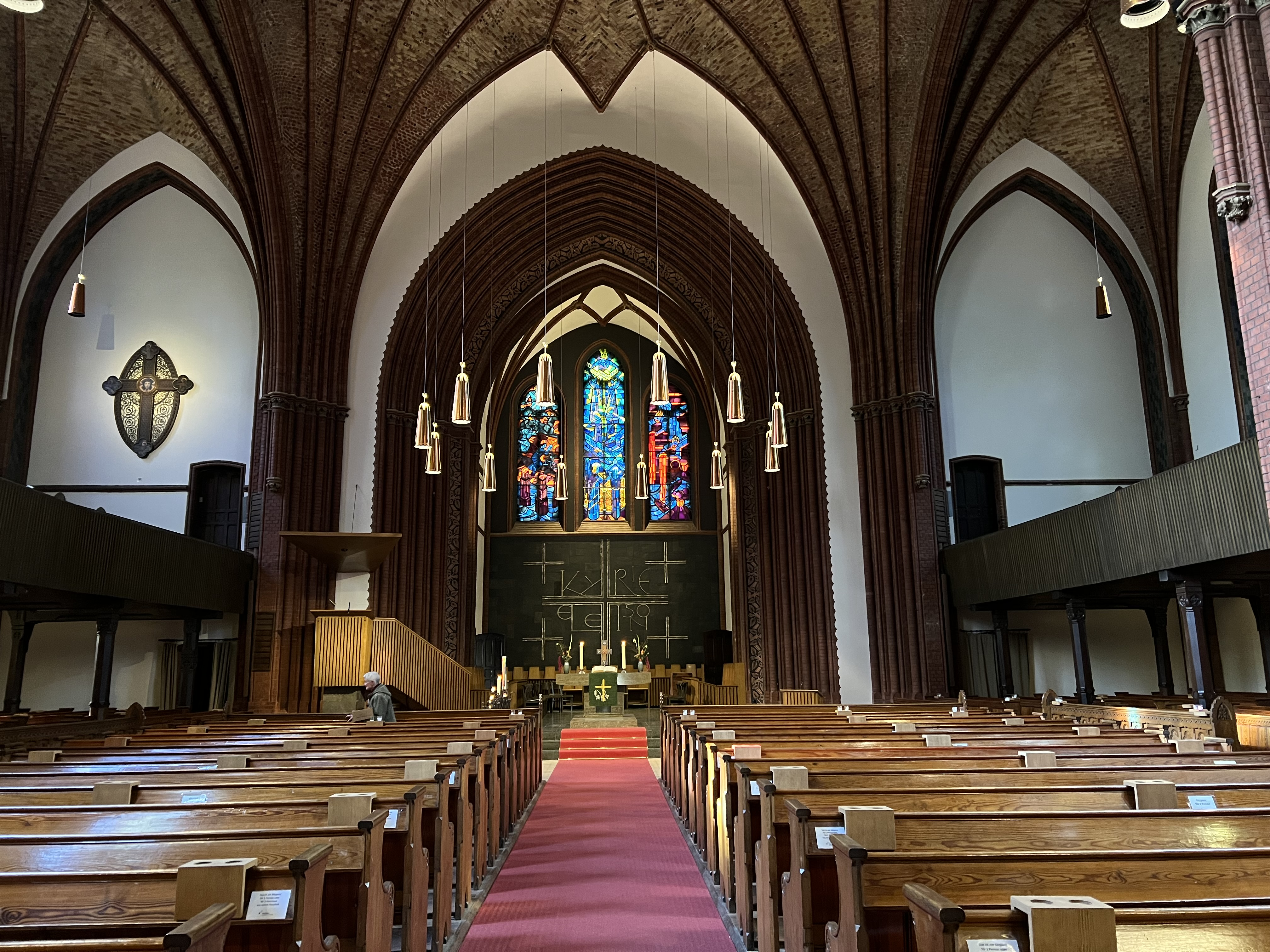
Interieur

Der Bauplatz forderte eine von der üblichen Orientierung abweichende Anlage: Der Altar ist nach Nordwest, der Turm nach Südost gerichtet. Der Grundriss ähnelt mit seinem Kreuz einem Zentralbau. Das Langhaus ist 37 Meter lang, das Querschiff hat eine Länge von 29 Metern. Die lichte Höhe beträgt 13,5 Meter. Die Vierung lässt aus den reichgegliederten Pfeilerprofilen die Rippen des Sterngewölbes mächtig aufsteigen und in einer Höhe von 20 Meter sich zusammenfinden. Ein stark betonter Triumphbogen führt zum Chor (Altarraum), der drei Stufen erhöht ist. Das Langhaus bis zum Turm ist genau so lang wie die Vierung, die Querarme des Kreuzes nur halb so lang. Dadurch macht die Kirche einen geschlossenen, zusammengefassten Eindruck; sie wirkt nicht unähnlich einem Zentralbau. Die konstruktiven Teile sind in Ziegelfugenbau ausgeführt und die Fensterwände geputzt. Die in Holzwerk ausgeführten Orgel- und Seitenemporen fügen sich unauffällig dem großen Raum ein und beeinträchtigen dessen Wirkung nicht.
Das Äußere der Kirche zeigt enge Anlehnung an die mittelalterliche märkische Backsteingotik, wie man sie damals verstand. Der Turm ist 68 Meter hoch, der Helm alleine ohne Kreuz 20 Meter. Die Sparsamkeit zwang allerdings dazu, den Turm schlanker zu gestalten, als es beabsichtigt war. Er erscheint dadurch noch höher und ragt als Wahrzeichen des alten Steglitz weithin über die engen Hausfronten. In ihm hingen drei Gussstahlglocken, die 1918 und 1919 vom Bochumer Verein gegossen worden waren. Seit 2018 besitzt die Kirche neue Bronzeglocken.

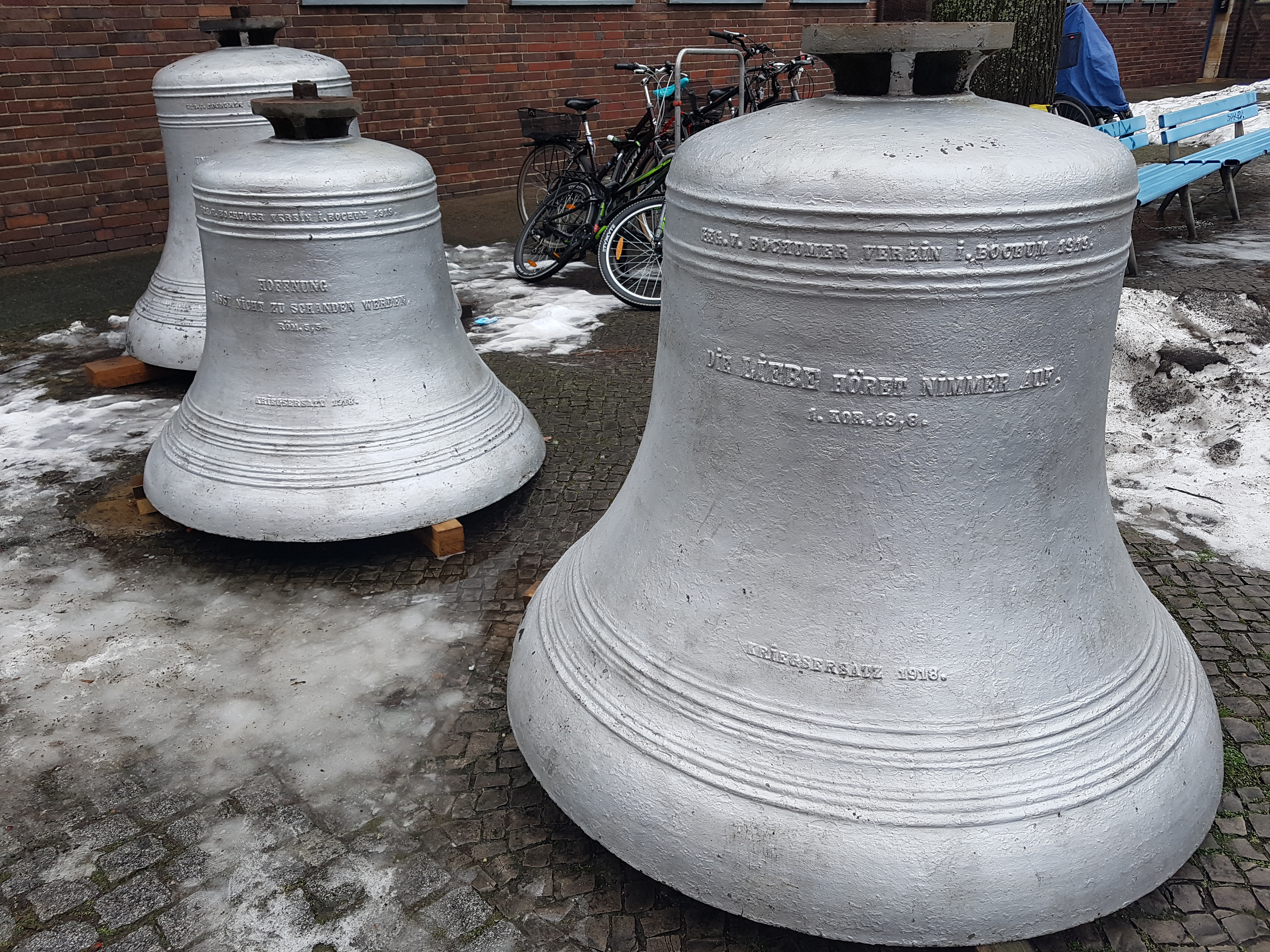
Abgehängte „Kriegsersatz“-Glocken vor dem Gemeindehaus, 2021

Die Kirchenrenovierung erfolgte ab 1957 durch den Architekten Gabler. Im Rahmen der Renovierung und Neugestaltung wurden zuerst 1957 die Fenster der Sakristei durch den Hamburger Künstler Götz Loepelmann erneuert. Es folgten 1959 die Altarfenster mit der Darstellung einer Szene aus der Offenbarung des Johannes des Steglitzer Glaskünstlers Erich Waske. 1967 folgten die beiden als Triptychon gestalteten Fenster über den Seitenemporen des Künstlers Erhardt Klonk mit den Themen ‚Taufe‘ und ‚Abendmahl‘.
Im Jahr 2014 drohte der Kirchturm einzustürzen. 2017 wurde die Kirche für mehrere Monate geschlossen, um Heizung, Elektrik und Lichttechnik zu erneuern.

## Orgel

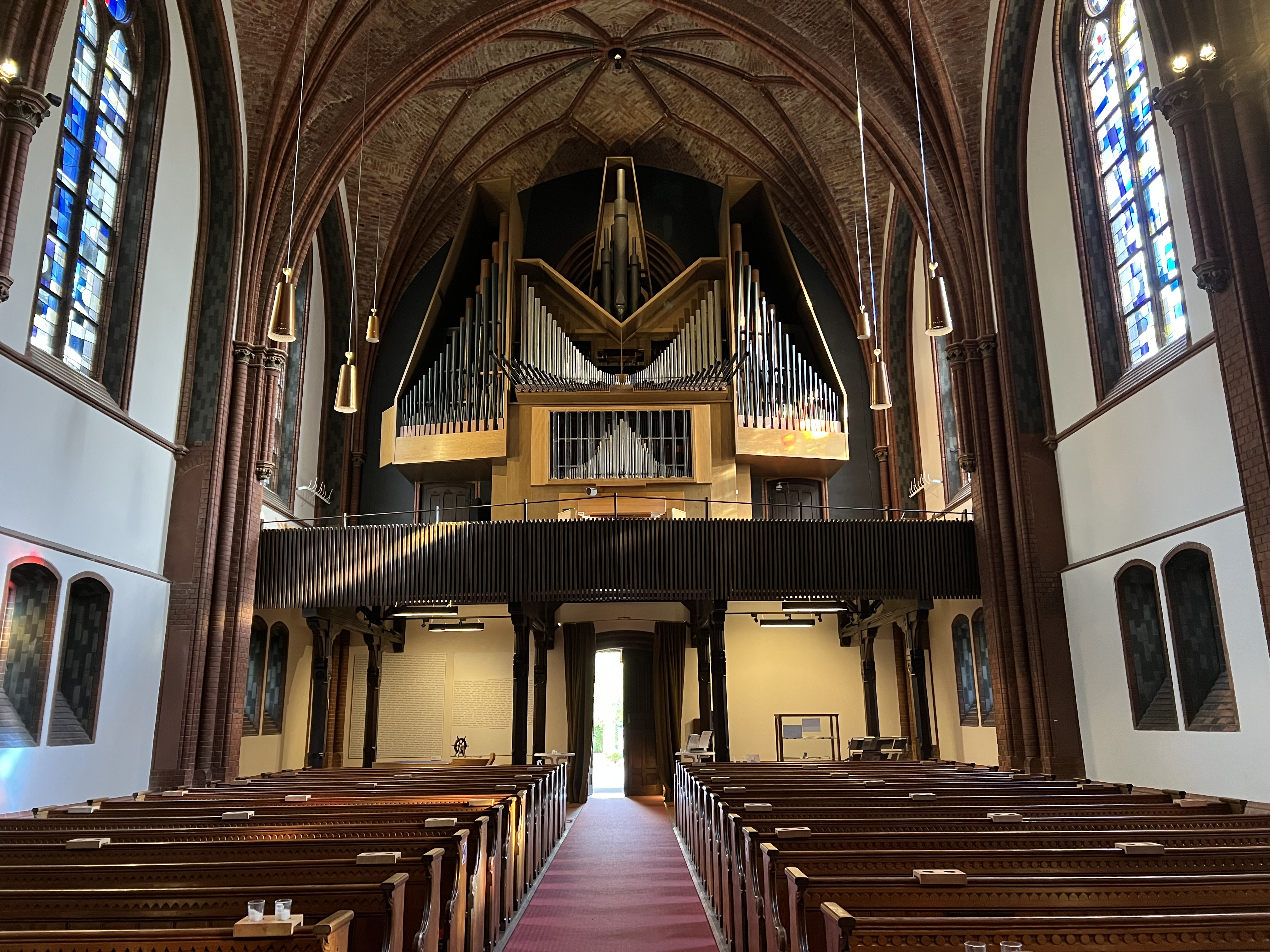
Blick zur Orgel

Die Orgel wurde 1957/58 von der Firma Walcker aus Ludwigsburg nach Plänen von Herbert Schulze und Karl Theodor Kühn als Pionierinstrument des experimentellen Neobarocks erbaut. In diesem Instrument testete Walcker zahlreiche ungewöhnliche Pfeifenformen und Mensuren sowie einen möglichst vollständigen Teiltonaufbau durch Aliquoten. Auch ein erweiterter Manual- und Pedalumfang sowie das Effektregister Pauke 16´ zählen zu den Besonderheiten. Das Werk verfügt über 42 Register, die sich auf zwei Manuale und das Pedal verteilen. 1984 erfolgte eine Überholung mit neuem Spieltisch und Umintonation durch Karl Lötzerich.
| Schlagton | Gewicht (kg) | Durchmesser (cm) | Höhe (cm) | Inschrift                                                      |
| --------- | ------------ | ---------------- | --------- | -------------------------------------------------------------- |
| c'        | 1810         | 170              | 125       | SEI GETREU BIS AN DEN TOD. OFF. JOH. 2,10                      |
| e'        | 0940         | 140              | 104       | WIR WERDEN UNTERDRÜCKT + ABER WIR KOMMEN NICHT UM + KOR. 4,9 + |
| fis’      | 0870         | 124              | 095       | DEM GERECHTEN MUSS DAS LICHT IMMER WIEDER AUFGEHEN + PS. 97,11 |